# Parco nazionale di Ordesa e del Monte Perdido
Il Parco nazionale di Ordesa e Monte Perdido è un parco nazionale spagnolo, istituito nel 1918, con lo scopo principale di salvare il "bucardo" (Capra pyrenaica pyrenaica), che tuttavia è stato dichiarato estinto nell'anno 2000.
Si trova nel versante sud dei Pirenei centrali, nel territorio della comarca di Sobrarbe, nella provincia di Huesca. Confina a nord, con il francese Parco nazionale dei Pirenei.
Il parco è stato istituito il 16 agosto 1918 su di una superficie di appena 21 km² riguardante la sola valle di Ordesa, e successivamente ampliato il 13 luglio 1982 fino all'estensione attuale di 156 km².
Per data di istituzione, è il secondo parco nazionale più antico della Spagna. Nel 2015, con 598.950 visitatori è stato il settimo parco nazionale spagnolo per numero di visitatori.
La sua altitudine oscilla tra i 700 m s.l.m. nel río Bellós e i 3348 m del Monte Perdido.

## Flora
Il parco accoglie una vegetazione molto varia, frutto dei diversi habitat e della sua posizione, facente già parte dell'Europa continentale.
Vi si trovano oltre 1.500 specie di piante.

## Fauna
Il parco ospita 171 specie di uccelli (fra i quali il gipeto, un avvoltoio con 3 metri di apertura alare, che al di fuori dell'Africa è raramente osservabile), 32 specie di mammiferi e 8 specie di rettili.

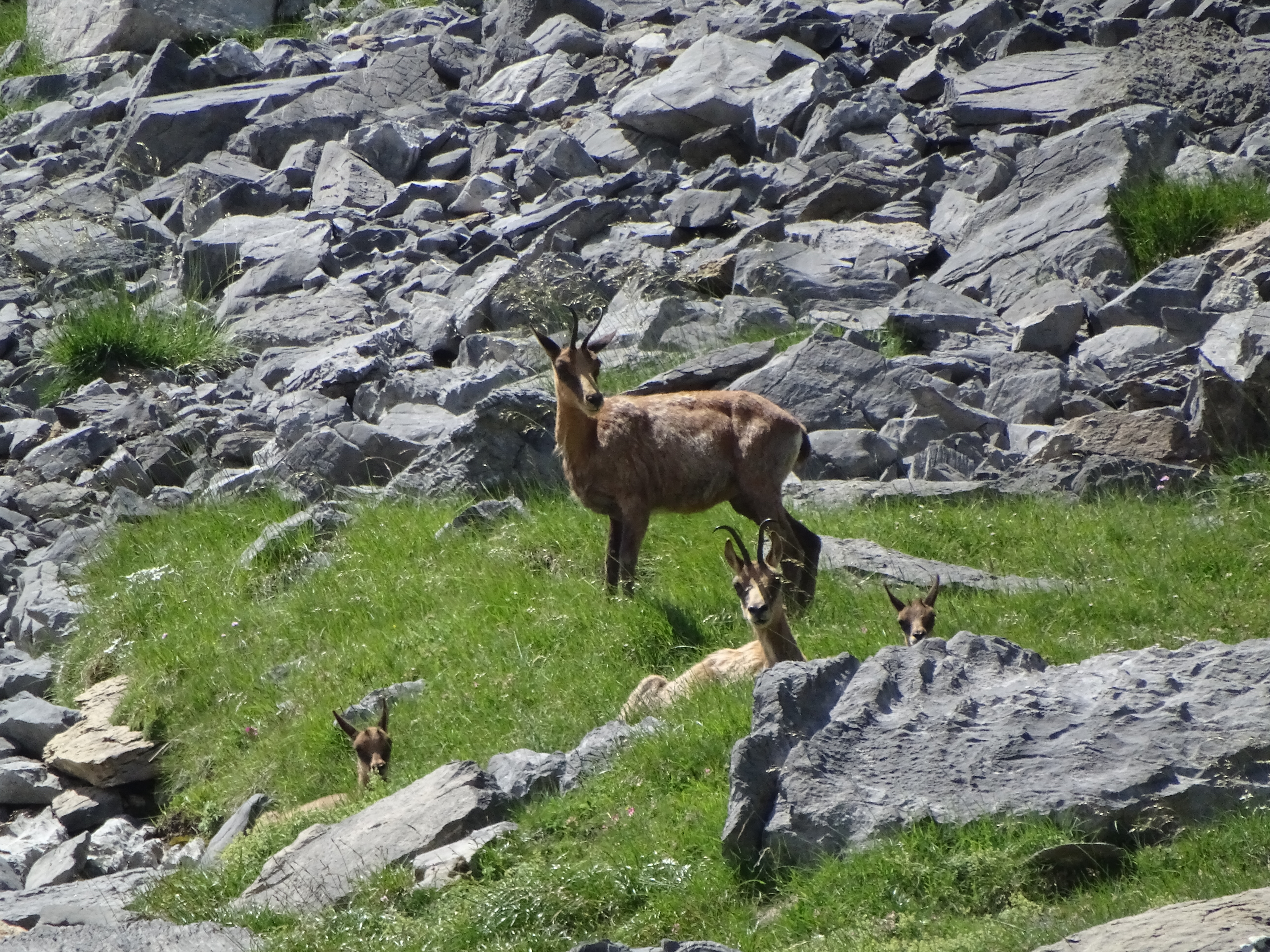
Camosci nel parco

La specie simbolo del parco era lo stambecco dei Pirenei (Capra pyrenaica pyrenaica) il quale, nonostante gli sforzi di conservazione, si è estinto nel 2000. Altre specie presenti sono il camoscio (Rupicapra pyrenaica pyrenaica) la cui popolazione è di circa 2.000 esemplari, il capriolo, il cervo, il cinghiale e pochi esemplari di orso. Da segnalare la marmotta alpina, comparsa spontaneamente nel 1962, dopo che era stata introdotta, nel 1948, sul versante francese. 

Tra la fauna minore, da evidenziare la presenza della genetta e del desman dei Pirenei.
Il parco offre un particolare rifugio ai rapaci necrofagi, tra cui il grifone, il gipeto ed il capovaccaio. Non mancano l'aquila reale, il biancone ed altri falconidi minori. Tra l'avifauna di montagna, si può citare il gallo cedrone e la pernice bianca.
Molto ricca anche l'entomofauna che annovera, fra l'altro, 39 diverse specie di ortotteri tra cui i tettigoniidi Leptophyes punctatissima, Tettigonia viridissima e Dectitus verrucivorus, il grillide Gryllus campestris, gli acrididi Arcyptera fusca, Podisma pedestris e Calliptamus barbarus.

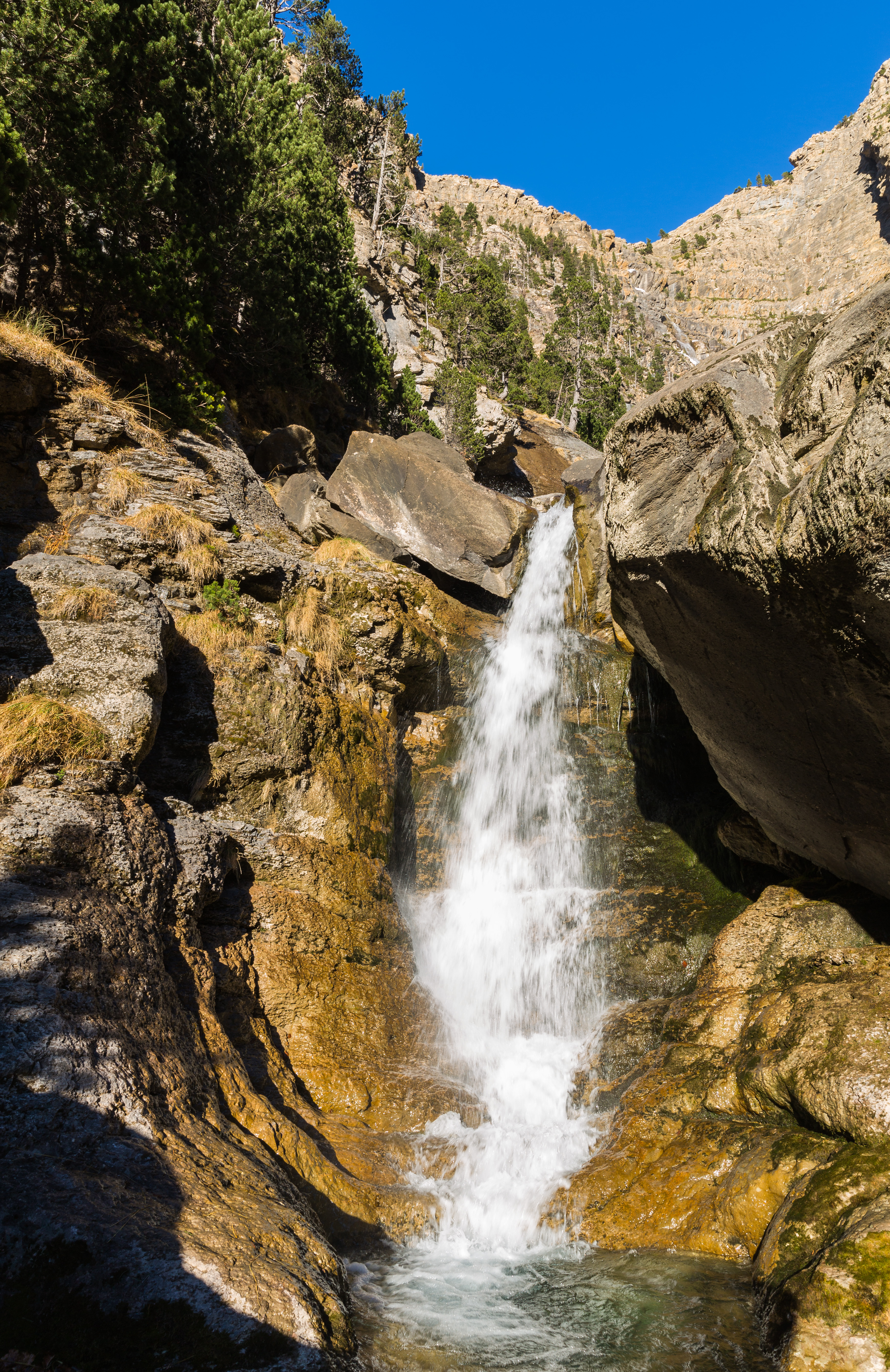
Cotatuero

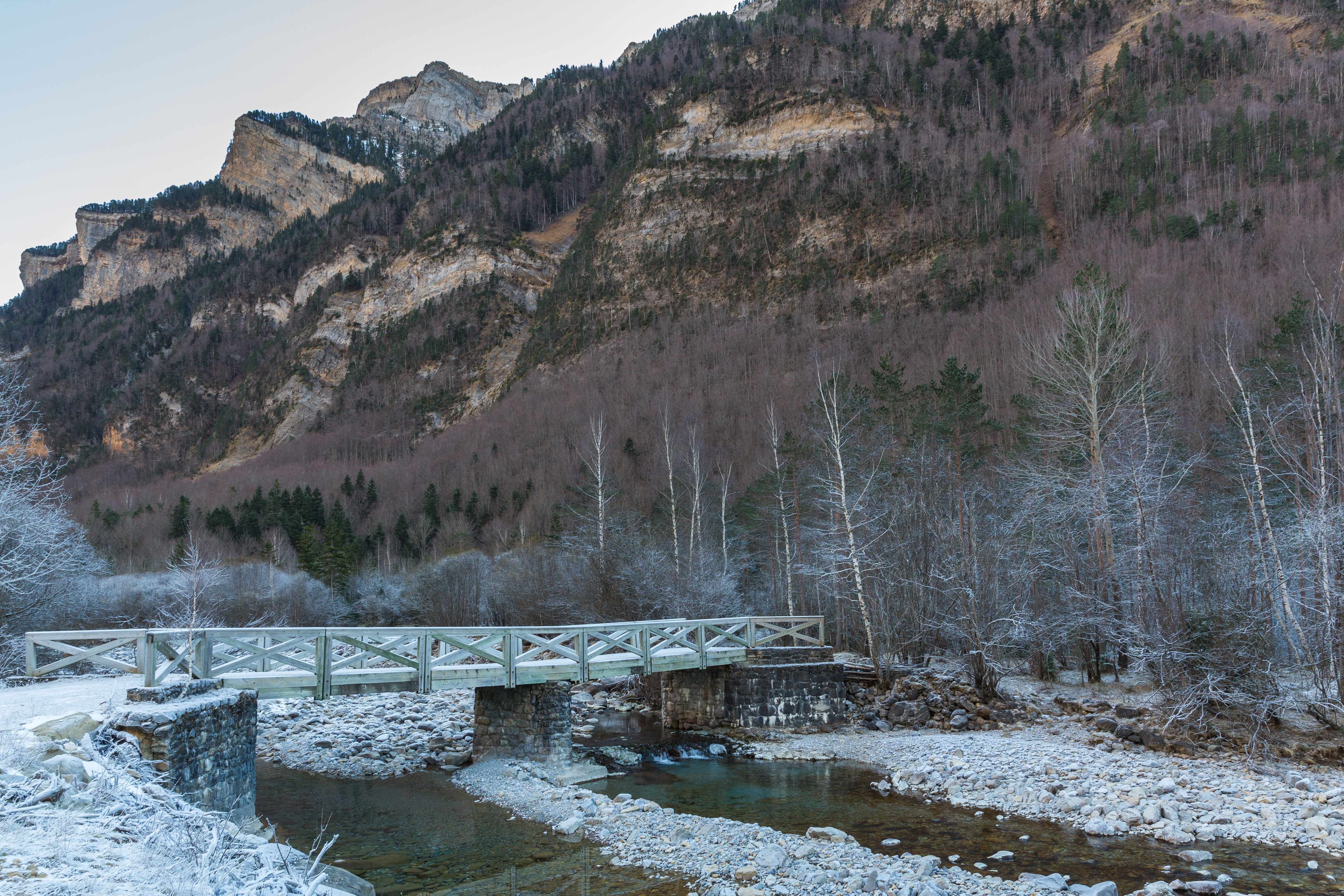
Ponte congelato